# Море (фильм, 2013)
«Море», или «Морская душа» (там. கடல்; Kadal), — индийская драма на тамильском языке, снятая продюсером и режиссёром Мани Ратнамом и вышедшая в прокат в 2013 году. В главных ролях дебютировали Гаутам Картик, сын актёра Картика, и Туласи Наир, дочь актрисы Радхи, снявшиеся вместе с Арджуном Сарджей и Аравиндом Свами, который вернулся в кино после 13-летнего перерыва. Музыка написана А. Р. Рахманом.
Фильм также вышел на телугу под названием Kadali. Обе версии были выпущены в прокат по всему миру 1 февраля 2013 года. «Море» — один из немногих фильмов Мани Ратнама, у которого нет версии на хинди.

## В ролях
- Гаутам Картик — Томас
- Туласи Наир — Бэатрис
- Арджун Сарджа — Бергман
- Арвинд Свами — Сэм Фернандес
- Понваннан —  Четти Барнадобас
- Сингампули — Кларенс, подручный Бергмана
- Лакшми Манчу — Селина

## Производство

### Создание
В июле 2010 года было сообщено, что фильм получил название Pookkadai. Мани Ратнам остановил предварительную работу над фильмом в конце 2010 года и перешел к планированию высокобюджетного исторического проекта под названием Ponniyin Selvan, но спустя несколько месяцев был вынужден отложить его из-за финансовых проблем. Позже, из-за спекулятивного названия прежнего проекта, команда не смогла назвать фильм Pookkadai, поскольку начинающий режиссёр уже зарегистрировал это название в 2007 году. В итоге проект был переименован в Kadal в феврале 2012 года. Когда Мани Ратнам закончил работу над двуязычным фильмом «Демон» (2010), Джеямохан взялся написать 200-страничный роман, который позже был переделан Мани Ратнамом в сценарий.
Для изображения христианства в фильме Раджив Менон исследовал, как художники используют библейские темы. Для этого он и Ратнам посмотрели документальный фильм Саймона Шама о Караваджо под названием «Сила искусства». Процесс подготовки к съемкам закончился, когда помощники Ратнама сделали сотни снимков по всей береговой линии штата Тамилнад, включая Рамешварам.

### Съёмки
Держа в секрете основные съёмки, режиссёр заставил двух ведущих актёров пройти 20-дневный семинар по актёрскому мастерству, который проводила его команда. Позже они прошли двухмесячный актерский мастер-класс под руководством актрисы Калаирани. Съемки фильма начались 1 марта 2012 года в Манападе, приморской деревне в округе Тутикорин. Сначала были сняты сцены с участием Арвинда Свами и Лакшми Манчу. В марте 2012 года, в течение пяти дней были сняты сцены в Коттаяме, Мухамме, заводях и фортах Коччи в штате Керала. Съемки продолжались в Керале в течение всего апреля 2012 года. Сцена с участием ведущих актеров была снята в церкви, созданной как декорация в Тутикорине. Несколько сцен также были засняты в самом длинном индийском озере Вембанад. В живописной природе Андаманских и Никобарских островов 20-дневный период съемок был завершен к концу июля 2012 года. В интервью The Times of India в октябре 2012 года Сухасини Маниратнам рассказала, что съемки были уже на последних этапах.
31 октября 2012 года группа сняла кульминацию фильма в прибрежных пригородах Ченнаи, работая в плохих погодных условиях из-за циклона Нилам. 5 ноября 2012 года были завершены съёмки всех сцен, за исключением музыкальных номеров. Окончательное завершение съёмок было запланировано на 13 января 2013 года. К последней неделе того же месяца была завершена работа перемонтажа и записи фоновой музыки. По окончании съёмок кинооператор заявил, что действие фильма происходит в суровой местности. Для первых частей кино команда создала безжизненный пейзаж, подчеркнув цвета песка и приглушив яркость костюмов. По-видимому, это должно было подчеркнуть враждебность среды, в которой растет герой. Писатель Б. Джеямохан рассказал газете The Hindu, что сценарий «глубоко философский и духовный», но «написан развлекательным образом, в комплекте с песнями и увлекательными кадрами. Это великая сага…».

## Саундтрек
Песни и инструментальную музыку к фильму сочинил композитор А. Р. Рахман, с которым режиссёр Мани Ратнам обычно работал. Тексты трёх песен написаны Вайрамуту и его сыном Мадханом Карки, а оставшаяся — рэпером Аарьяном Динешем Канагаратнамом. Всего в альбом вошло семь треков. Релиз альбома намечался на 17 декабря 2012 года, но из-за огромного количества предварительных заказов дату выпуска перенесли на два дня. Оригинальная (тамильская) версия альбома выпущена 15 декабря 2012 года под лейблом Sony Music. Альбом получил восторженные отзывы, возглавив индийские музыкальные чаты, в частности iTunes India. Версия саундтрека на телугу поступила продажу 26 декабря 2012 года, тогда как официальный запуск альбома состоялся 10 января 2013 года в Международном конференц-центре Novotel в Хайдарабаде.
| №  | Название          | Исполнители                                  | Длительность |
| -- | ----------------- | -------------------------------------------- | ------------ |
| 1. | «Elay Keechaan»   | А. Р. Рахман                                 | 6:11         |
| 2. | «Adiye»           | Сид Шрирам, Мария Ро Винсент                 | 5:03         |
| 3. | «Moongil Thottam» | Абхай Джодхпуркар, Харини                    | 4:36         |
| 4. | «Anbin Vaasale»   | Харичаран, Chennai Chorale Group (хор)       | 5:14         |
| 5. | «Magudi Magudi»   | Арьян Динеш Канагаратнам, Чинмайи, Танви Шах | 3:32         |
| 6. | «Nenjukkule»      | Шактишри Гопалан, А. Р. Рахман               | 4:51         |
| 7. | «Chithirai Nela»  | Виджай Йесудас                               | 5:05         |

## Критика
| Рейтинги                | Рейтинги |
| Издание                 | Оценка   |
| ----------------------- | -------- |
| Daily News and Analysis | [ 27 ]   |
| Deccan Chronicle        | [ 28 ]   |
| Indiaglitz              | [ 29 ]   |
| Behindwoods             | [ 30 ]   |
| Oneindia.in             | [ 31 ]   |
| Rediff.com              | [ 32 ]   |
| The Times of India      | [ 33 ]   |

О фильме «Море» режиссёра Мани Ратнама высказаны различные мнения, показывающие драму с разных точек зрения. В Daily News and Analysis критик Махалакшми Прабхакаран вынесла вердикт: «острый фильм», добавив, что «единственным недостатком фильма может быть тот факт, что он заканчивается». Радхика Раджамани из Rediff.com цитирует: «У фильма есть все элементы привычного развлечения, но он не имеет ничего нового в плане развития сюжета, — «Море» не предлагает ничего нового». Шекхар из OneIndia сказал: ««Море» — красивая романтическая драма с некоторыми коммерческими составляющими, такими как бои и пробивные диалоги». Т. С. Суджир в Firstpost заявил: ««Море» Мани Ратнама оставляет зрителей озадаченными». Нандини Рамнат в Mint отметила: ««Море» — не идеальный шторм, но далеко не тонущий проект. Он плавает с комфортом в середине потока, поднимаясь за счёт численности привлекательных актеров и визуальных эффектов». Она добавила, что фильм — «предсказуемая история с сильно сыгранными ролями».

## Награды и номинации
Номинации и церемонии награждения состоялись в течение 2013—2014 годов.
| Награда                              | Категория                                     | Номинант                                | Итог      | Ссылки        |
| ------------------------------------ | --------------------------------------------- | --------------------------------------- | --------- | ------------- |
| 24FPS International Animation Awards | Best Visual Effects Feature Film Studio India | Reliance MediaWorks for the film Kadal  | Победа    | [ 36 ]        |
| Radio Mirchi South                   | First in Top 50 songs of the Year 2013        | Nenjukkule (А. Р. Рахман)               | Победа    | [ 36 ]        |
| Vikatan Awards                       | Лучший женский закадровый вокал               | Шактишри Гопалан                        | Победа    | [ 37 ]        |
| MTV Europe Music Awards 2013         | Best Indian Act                               | «Nenjukkule (unplugged)» (А. Р. Рахман) | Номинация | [ 38 ]        |
| 2014 Edison Awards                   | Best Introduced Actor                         | Gautham Karthik                         | Номинация | [ 39 ]        |
| 2014 Edison Awards                   | Лучшая постановка трюков                      | Канал Каннан                            | Номинация | [ 39 ]        |
| 2014 Edison Awards                   | Лучшее исполнение отрицательной роли          | Арджун                                  | Номинация | [ 39 ]        |
| 2014 Edison Awards                   | Best DOP (cinematography)                     | Rajiv Menon                             | Номинация | [ 39 ]        |
| 2014 Edison Awards                   | Лучшая роль второго плана                     | Арвид Свами                             | Номинация | [ 39 ]        |
| Vijay Awards                         | Лучшая музыка                                 | А. Р. Рахман                            | Победа    | [ 40 ]        |
| Vijay Awards                         | Лучшая хореография                            | Brinda Master                           | Победа    | [ 40 ]        |
| Vijay Awards                         | Лучшая дебютная мужская роль                  | Гаутам Картик                           | Победа    | [ 40 ]        |
| Vijay Awards                         | Лучшая операторская работа                    | Раджив Менон                            | Победа    | [ 40 ]        |
| Vijay Awards                         | Лучшее исполнение отрицательной роли          | Арджун Сарджа                           | Победа    | [ 40 ]        |
| Vijay Awards                         | Лучший женский закадровый вокал               | Шактишри Гопалан                        | Победа    | [ 40 ]        |
| Filmfare Awards South                | Лучшая музыка                                 | А. Р. Рахман                            | Победа    | [ 41 ] [ 42 ] |
| Filmfare Awards South                | Лучший женский закадровый вокал               | Шактишри Гопалан                        | Победа    | [ 41 ] [ 42 ] |
| Filmfare Awards South                | Лучшая дебютная мужская роль                  | Гаутам Картик                           | Победа    | [ 41 ] [ 42 ] |
| Filmfare Awards South                | Лучшая операторская работа                    | Раджив Менон                            | Победа    | [ 41 ] [ 42 ] |
| Filmfare Awards South                | Лучший мужской закадровый вокал               | А. Р. Рахман                            | Номинация | [ 41 ] [ 42 ] |
| Filmfare Awards South                | Лучшие слова к песне                          | Вайрамуту («Chithirai Nila»)            | Номинация | [ 41 ] [ 42 ] |
| Filmfare Awards South                | Лучшие слова к песне                          | Мадхан Карки («Anbin Vaasale»)          | Номинация | [ 41 ] [ 42 ] |
| Norway Tamil Film Festival Awards    | Лучшая музыка                                 | А. Р. Рахман                            | Победа    | [ 43 ]        |

## Релиз и сборы
В январе 2013 года права на спутниковое вещание фильма были куплены телеканалом STAR Vijay TV. В середине января 2013 года фильм получил сертификат «U» от Индийской комиссии по цензуре после пяти небольших сокращений.
Дистрибьютор Gemini Film Circuit приобрёл права на прокат фильма на 250 млн рупий. Предварительное бронирование было открыто за два дня до выпуска. Тем не менее дистрибьюторы в Тамил-Наду столкнулись с трудностями в заполнении залов из-за релиза фильма «Многоликий» в то же время.
Фильм начал сходить с экранов через 20 дней после выхода, и на Box Office India ему был присвоен статус «катастрофа».
ATMUS Entertainment приобрела права на распространение фильма в США. Оригинальная (тамильская) версия была показана на 54 экранах и дублирована (телугу) на 20 экранах. Премьера фильма состоялась в разных городах в страны за день до намеченной даты.